# 東岡崎站前站
東岡崎站前站（日语：／ Higashi-Okazaki-Ekimae eki */?）是一座位於愛知縣岡崎市，名古屋鐵道（名鐵）岡崎市內線的車站（廢站）。
此站連接東岡崎站與名古屋鐵道（名鐵）名古屋本線。

## 歷史
在1899年（明治32年）岡崎馬車鐵道岡崎町內至岡崎停車場（後來名為岡崎站前站）之間開業，同時於龍海院西側，即現時名鐵名古屋本線東岡崎站西邊的明大寺本町路口附近（地址：岡崎市明大寺本町2丁目 ）設置車站。關於車站名稱，有文獻在開業當初時名為「明大寺」（另外有文獻指該站名是通稱）或「是字寺」（該名稱曾經出現在岡崎電氣鉄道時代，回數票上印上的名稱），而另外又有文獻記述是字寺的正式名稱為「龍海院前」。
後來在1923年（大正12年），愛知電氣鐵道（現時：名古屋鐵道）西岡崎站（現時：岡崎公園前站）至東岡崎站之間開業時，此站改名為「愛電前站」。在1941年（昭和16年）再改名為「東岡崎站前站」。在1962年（昭和37年），岡崎市內線和福岡線大樹寺站至福岡町站之間被廢除。

### 年表
- 1899年（明治32年）1月1日：岡崎馬車鐵道岡崎町內至岡崎停車場（後來名為岡崎站前站）之間開始營業[1][2][3][4]。並於龍海院（日语：龍海院 (岡崎市)）西邊[5]，即現時明大寺本町路口附近（地址：岡崎市明大寺本町2丁目 [6][7]）設置車站[注 1]。
  - 關於車站名稱，各個文獻記載不一，包括有「明大寺」[8][9]（通稱[11]）、「是字寺」[10][11]（岡崎電氣鐵道時代回數票上印上的名稱[12]）和「龍海院前」[13]。
- 1911年（明治44年）10月2日：公司計劃把鐵路電氣化，公司名稱改為岡崎電氣軌道[17][18]。
- 1912年
  - （明治45年）6月：隨著進行路線電氣化工程和改軌距工程，馬車鐵路暫停營業[17][19]。
  - （大正元年）9月1日：電氣化和改軌距工程完成。殿橋至岡崎停車場之間開始有電車行走[19][20]。
- 1922年（大正11年）：岡崎殿橋站至岡崎停車場站之間雙線化[21]。
- 1923年（大正12年）8月8日以後 - 愛知電氣鐵道（現時：名古屋鐵道）西岡崎站（現時：岡崎公園前站）至東岡崎站之間開業[14][15]，此站改名為愛電前站[10]。
- 1927年（昭和2年）7月19日：岡崎電氣軌道與三河鐵道合併，成為三河鐵道的車站[16][22]。
- 1941年（昭和16年）
  - 6月1日：三河鐵道與名古屋鐵道合併，成為名古屋鐵道的車站[16]。
  - 9月15日：車站改名為東岡崎站前站[10]。
- 1948年（昭和23年）11月1日前：成為無人車站[23]。
- 1962年（昭和37年）6月17日：岡崎市內線與福岡線福岡町至大樹寺之間廢除，此站被廢除[10][16]。

## 車站構造
- 車站位於東岡崎站的西北方，在名古屋本線彎位的北邊。此站沒有站舍和月台，乘客直接在路上上下車[24][注 2]。
- 雖然此站名為東岡崎站前，但是東岡崎站前站與東岡崎站相距約300米[11]。此站曾經設有折返線，後來被撤走[11]。

## 相鄰車站
名古屋鐵道
岡崎市內線
岡崎殿橋－東岡崎站前－大學下

## 注腳